# دوريس بلاكبيرن
دوريس أميليا بلاكبيرن (بالإنجليزية: Doris Blackburn)‏ (هوردرن قبل الزواج؛ 18 سبتمبر 1889 - 12 ديسمبر 1970) مصلحة اجتماعية وسياسية أسترالية. كانت عضوًا في مجلس النواب منذ العام 1946 حتى العام 1949، وهي المرأة الثانية فيه بعد أنيد ليون. كانت بلاكبيرن اشتراكية بارزة وكانت في الأساس عضوًا في حزب العمال. تزوجت موريس بلاكبيرن، عضو البرلمان عن حزب العمال، لكنه طُرد من الحزب عام 1937 فاستقالت تضامنًا معه. توفي زوجها عام 1944، فانتخبت لملء مقعده الشاغر في الانتخابات الفيدرالية عام 1946 - لتصبح أول امرأة تُنتخب للبرلمان كمستقلة. خدمت بلاكبيرن لولاية واحدة فقط قبل أن تهزم. عملت لاحقًا رئيسة للرابطة النسائية الدولية للسلام والحرية.

## حياتها المبكرة
ولدت في هوثورن، ملبورن، فيكتوريا، والدها وكيل عقاري يدعى ليبس هوردرن ووالدتها لويزا ديسون. انخرطت دوريس في قضايا حقوق المرأة والسلام في سن مبكرة، وشغلت منصب سكرتير حملة فيدا غولدستين، وهي أول امرأة تترشح للانتخابات البرلمانية الفيدرالية في أستراليا. تزوجت من موريس بلاكبيرن، رفيقها بالاشتراكية، في ملبورن في 10 ديسمبر 1914 وقضت شهر عسلها في تنظيم حملات ضد الحرب والتجنيد.

## السياسة
بينما خدم زوجها في أوقات مختلفة كعضو عن حزب العمال الأسترالي في كلا البرلمانين الفيكتوري والفدرالي، استمرت بلاكبيرن بالعمل على القضايا الاجتماعية، ما أدخلها بصراع مع حزب العمال (الذي كانت هي أيضًا عضوًا فيه)، وبعد طرد موريس من الحزب عام 1937، استقالت هي منه. تابع زوجها ولايته في البرلمان كمستقل لكنه خسر مقعده في الانتخابات الفيدرالية عام 1943 لصالح المرشح العمالي، وتوفي في العام التالي.

## ولايتها البرلمانية
بعد ما أزعجتها معاملة حزب العمال لزوجها، تقدّمت دوريس كمرشحة عمالية مستقلة لمقعد موريس القديم في بورك في انتخابات عام 1946، وفازت بها لتصبح ثاني امرأة تُنتخب في مجلس النواب الأسترالي.
في البرلمان، شاركت بلاكبيرن، العضو المستقل مع زميلها العضو السابق في حزب العمال جاك لانج، في قضايا مماثلة لقضايا زوجها الراحل، واكتسبت سمعة سيئة على مستوى البلاد عام 1947 عندما كانت النائب الوحيد الذي صوت ضد مشروع قانون الطاقة الذرية. شغلت منصب الرئيس الوطني لمجلس الحريات المدنية. بعد إعادة التوزيع الانتخابي، ألغي مقعدها في بورك، وفي انتخابات عام 1949، طعنت في المقعد المنشأ حديثًا لويلز. تنافست مع كل من حزب العمال والحزب الليبرالي فحصدت المركز الثالث بنسبة 20% من مجموع الأصوات، ترشحت مرة أخرى عام 1951 لتحل ثالثة كذلك، هذه المرة مع 17% من الأصوات، وفي كلتا المرتين كان الفوز من نصيب حزب العمال.

## ارتباطاتها
ظلت بلاكبيرن نشطة في القضايا الاجتماعية، إذ عملت رئيسة للرابطة النسائية الدولية للسلام والحرية. إدراكًا منها للمشاكل التي تواجه السكان الأصليين، بعد زيارة إلى قاعدة ووميرا العسكرية، شاركت مع دوغلاس نيكولز بتأسيس رابطة التقدم للسكان الأصليين والمجلس الاتحادي للنهوض بالسكان الأصليين.

## وفاتها
توفيت بلاكبيرن في 12 ديسمبر من العام 1970 في كوبرغ، فيكتوريا، عن عمر يبلغ 81 عامًا تاركة وراءها ابنًا وواحدة من ابنتين.